# Plavání na otevřené vodě na mistrovství Evropy v plaveckých sportech 2010
Dálkové plavání na Mistrovství Evropy v plavání 2010 zahrnovalo 3 soutěže mužů, 3 soutěže žen a soutěž smíšených družstev (1 žena a 2 muži). Bylo součástí Mistrovství Evropy v plaveckých sportech 2010, které se konalo v srpnu 2010 v Maďarsku. Dálkové závody se konaly na jezeře Balaton.

## Česká stopa
Česko reprezentovalo 7 závodníků. Vedoucí výpravy Josef Nalezený, trenéři reprezentace Zdeněk Tobiáš, Radek Táborský, a Michal Štěrba.
V závodě na 5 km žen startovalo 23 závodnic – Jana Pechanová (*1981) z KPSP Kometa Brno obsadila 4. místo a Silvie Rybářová (*1985) z KPSP Kometa Brno 13. místo. V plaveckém maratonu na 10 km žen startovalo 29 závodnic – Jana Pechanová (*1981) z KPSP Kometa Brno obsadila 5. místo. V závodě na 25 km žen startovalo 15 závodnic – Jana Pechanová (*1981) z KPSP Kometa Brno obsadila 11. místo a Silvie Rybářová (*1985) z KPSP Kometa Brno 12. místo
V závodě na 5 km mužů startovalo 34 závodníků – Květoslav Svoboda (*1982) z KPSP Kometa Brno obsadil 11. místo, Jan Pošmourný (*1988) z KPSP Kometa Brno 19. místo a Lukáš Jachno (*1988) z USK Praha 24. místo. V plaveckém maratonu na 10 km startovalo 38 závodníků – Rostislav Vítek (*1976) z KPSP Kometa Brno obsadil 13. místo a Jan Pošmourný (*1988) z KPSP Kometa Brno 28. místo. V závodě na 25 km mužů startovalo 19 závodníků – Rostislav Vítek (*1976) z KPSP Kometa Brno obsadil 5. místo a Libor Smolka (*1985) z TJ Krnov 12. místo.
Smíšená štafeta na 5 km ve složení Jan Pošmourný, Rostislav Vítek a Jana Pechanová obsadila v konkurenci 9 štafet 6. místo.

## Muži

### 5 km
| #                | Jméno               | Stát | Výkon     |
| ---------------- | ------------------- | ---- | --------- |
| Zlatá medaile    | Luca Ferretti       | ITA  | 58:43,4 s |
| Stříbrná medaile | Simone Ercoli       | ITA  | 59:00,5 s |
| Bronzová medaile | Simone Ruffini      | ITA  | 59:15,1 s |
| Bronzová medaile | Spyridon Gianniotis | GRE  | 59:15,1 s |

### 10 km
| #                | Jméno           | Stát | Výkon       |
| ---------------- | --------------- | ---- | ----------- |
| Zlatá medaile    | Thomas Lurz     | GER  | 1:54:22,5 s |
| Stříbrná medaile | Valerio Cleri   | ITA  | 1:54:25,8 s |
| Bronzová medaile | Evgeny Drattsev | RUS  | 1:54:26,6 s |

### 25 km
| #                | Jméno            | Stát | Výkon       |
| ---------------- | ---------------- | ---- | ----------- |
| Zlatá medaile    | Valerio Cleri    | ITA  | 5:16:38,3 s |
| Stříbrná medaile | Bertrand Venturi | FRA  | 5:16:54,7 s |
| Bronzová medaile | Joanes Hedel     | FRA  | 5:18:57,6 s |

## Ženy

### 5 km
| #                | Jméno                  | Stát | Výkon       |
| ---------------- | ---------------------- | ---- | ----------- |
| Zlatá medaile    | Ekaterina Seliverstova | RUS  | 1:02:34,7 s |
| Stříbrná medaile | Kalliopi Araouzou      | GRE  | 1:02:37,3 s |
| Bronzová medaile | Marianna Lymperta      | GRE  | 1:02:41,3 s |

### 10 km
| #                | Jméno             | Stát | Výkon       |
| ---------------- | ----------------- | ---- | ----------- |
| Zlatá medaile    | Linsy Heister     | NED  | 2:01:06,7 s |
| Stříbrná medaile | Giorgia Consiglio | ITA  | 2:01:07,6 s |
| Bronzová medaile | Angela Maurer     | GER  | 2:01:08,2 s |

### 25 km
| #                | Jméno            | Stát | Výkon       |
| ---------------- | ---------------- | ---- | ----------- |
| Zlatá medaile    | Olga Beresnyeva  | UKR  | 5:48:10,2 s |
| Stříbrná medaile | Angela Maurer    | GER  | 5:48:10,3 s |
| Bronzová medaile | Martina Grimaldi | ITA  | 5:48:30,8 s |

## Týmy

### 5 km
| #                | Jméno                                                         | Stát | Výkon   |
| ---------------- | ------------------------------------------------------------- | ---- | ------- |
| Zlatá medaile    | Řecko Kalliopi Araouzou Antonios Fokaidis Spyridon Gianniotis | GRE  | 59:03   |
| Stříbrná medaile | Itálie Rachele Bruni Simone Ercoli Simone Ruffini             | ITA  | 59:55,6 |
| Bronzová medaile | Rusko Sergey Bolshakov Anna Guseva Daniil Serebrennikov       | RUS  | 59:59,5 |